# Novogireevo (metropolitana di Mosca)
Novogireevo (in russo Новогиреево?) è una stazione della Metropolitana di Mosca situata sulla Linea Kalininskaja-Solncevskaja. Fu costruita nel 1979 nel quartiere Novogireevo, come tratto finale del ramo Perovo. La stazione fu progettata da Robert I. Pogrebnoj e I. Pljuchin.
Questa fermata fu la prima della nuova versione di stazioni, con il passo tra i pilastri aumentato da 6 a 7,5 metri. I pilastri sono ricoperti in marmo grigio chiaro, mentre le mura sono ricoperte in acciaio blu. Le parti superiori delle colonne e le mura sono decorate con fregi che si rifanno alla natura della zona di Mosca (opera di A. Kuznecov). Il pavimento è ricoperto con lastre di granito rosso e marrone, e strisce di marmo bianco.
È stata la stazione di capolinea fino al 2012, anno di apertura della stazione di Novokosino.
La stazione conta due ingressi, e si trova a nove metri di profondità. Quotidianamente viene utilizzata da circa 110.000 persone.